# 샤도우 프로그램
《샤도우 프로그램》(영어: Shadow Conspiracy)은 미국에서 제작된 조지 P. 코스마토스 감독의 1997년 정치 스릴러 영화이다. 찰리 신, 도널드 서덜랜드, 린다 해밀턴 등이 출연하였고, 테리 콜리스 등이 제작에 참여하였다.

## 줄거리
대통령 보좌관 보비는 대통령을 비롯한 정부 고위직 여럿을 암살하려는 계획이 모의되었다는 걸 알게 된다. 보비는 유력 신문지 기자인 친구 어맨다와 함께 이 음모를 저지하려 한다.

## 출연
- 찰리 신
- 도널드 서덜랜드
- 린다 해밀턴
- 스티븐 랭
- 벤 거자라
- 샘 워터스턴
- 니컬러스 터투로
- 찰스 초피
- 스탠리 앤더슨
- 시어도어 비켈
- 폴 글리슨
- 테리 오퀸
- 고어 비달
- 데이 영

## 기타 제작진
- 배역: 캐런 리아
- 미술: 조 앨브스
- 의상: 에이프릴 페리